# Südwestmetall
Südwestmetall – Verband der Metall- und Elektroindustrie Baden-Württemberg e. V. ist die arbeits- und sozialpolitische Interessenvertretung der tarifgebundenen Unternehmen der Metall- und Elektroindustrie in Baden-Württemberg. Der 1947 gegründete Wirtschaftsverband ist Teil eines Netzwerkes der deutschen Arbeitgeberverbände, der sozialpolitischen Interessenvertretung der Unternehmerschaft und Mitglied von Gesamtmetall, dem Dachverband der Metall- und Elektroindustrie.

## Organisation und Tätigkeit
Der Verband unterstützt seine mehr als 900 Mitgliedsbetriebe im Umgang mit Gewerkschaften und Betriebsräten, in der Gestaltung der betrieblichen Arbeitsbeziehungen und in der Prozessvertretung vor den Arbeits- und Sozialgerichten. Es bestehen 13 Bezirksgruppen im Verbandsgebiet.
Der Vorsitzende war bis September 2006 Otmar Zwiebelhofer, der mit dem Pforzheimer Abschluss 2004 über die regionalen Grenzen hinaus bekannt wurde. Im Juni 2006 kündigte Zwiebelhofer den Rückzug aus der Verbandsspitze an. Am 5. September 2006 wurde der Unternehmer Jan Stefan Roell zum Vorsitzenden des Verbandsvorstands gewählt. Er war bereits Verhandlungsführer bei den 2003 zuerst in Baden-Württemberg abgeschlossenen, langjährigen Verhandlungen zum Entgeltrahmentarifvertrag (ERA-TV), der eine grundlegende Reform der tariflichen Entgeltsysteme brachte. Vom 15. Juli 2009 bis September 2012 fungierte der Heidelberger Unternehmer Rainer Dulger als Vorsitzender des Verbandes. Vorsitzender von 2012 bis 2020 war Stefan Wolf, der wie sein Vorgänger sein Amt nach seiner Wahl zum Präsidenten des Dachverbandes Gesamtmetall zur Verfügung gestellt hatte. Von November 2020 bis April 2022 war Wilfried Porth Vorsitzender von Südwestmetall. Seit dem 1. Mai 2022 hat der bisherige Vizepräsident Joachim Schulz das Präsidentenamt von Südwestmetall inne.
Seit 1998 engagiert sich der Verband für Bildung und Qualifizierung entlang der Bildungsbiografie mit der Initiative „Südwestmetall macht Bildung“, um etwa Jugendliche für eine Ausbildung im Metall- oder Elektrobereich zu qualifizieren.
Im Juni 2008 geriet der Verband durch den Versand eines Fragebogens an die Auszubildenden der im Verband organisierten Unternehmen in die Kritik. In diesem Fragebogen wurden neben Fragen zum Kirchen- und Moscheenbesuch oder Drogenkonsum auch Fragen zur finanziellen Situation der Eltern, ihres Bildungsniveaus und der Mediennutzung gestellt. Der Verband widersprach den Vorwürfen, da das Forschungsprojekt, dessen Ergebnisse die Chancen benachteiligter Jugendlicher verbessern helfen solle und das unter anderem vom Zentrum für Europäische Wirtschaftsforschung in Mannheim (ZEW) begleitet wird, absolute Anonymität gewährleiste. Die Fragen seien zudem an andere Untersuchungen wie die Pisa-Studie und das Sozio-ökonomische Panel (SOEP) angelehnt.
Der Verband gehörte zu den größten juristischen Spendern in Deutschland und hat ab 2002 mehr als 3 Millionen Euro an die Bundestagsparteien gespendet. Der Hauptanteil dieser Spendensumme kam der CDU zugute. Im Jahr 2013 wurden die folgenden Parteien mit 50.000 Euro übersteigenden Spenden bedacht: CDU 150.000 Euro, FDP 80.000 Euro, Bündnis 90/Die Grünen 60.000 Euro, SPD 55.000 Euro.
2007 erhielt das vom Architekten und Hugo-Häring-Preisträger Dominik Dreiner aus Gaggenau entworfene Gebäude der regionalen Südwestmetall-Geschäftsstelle in Heilbronn den Architekturpreis „Nike“ in der Kategorie „beste ökologische Konzeption“. Der Bau wurde außerdem mit dem Deutschen Fassadenpreis für vorgehängte hinterlüftete Fassaden (VHF) 2005 ausgezeichnet.
Der Verband ist auch Kooperationspartner beim Projekt Junior-Ingenieur-Akademie der Deutschen Telekom Stiftung.
Südwestmetall spendet seit Jahrzehnten an politische Parteien im Landtag, so auch 2018: Wie auch 2017 erhielten die CDU 150.000 Euro, Bündnis 90/Die Grünen sowie FDP jeweils 110.000 Euro und die SPD 60.000 Euro.
Im Februar 2021 verkündete Südwestmetall, die Parteispenden einzustellen.